# Spencer Williams
Ne doit pas être confondu avec Spencer Williams (acteur).
Spencer Williams est un compositeur américain de jazz et de musique populaire, pianiste et chanteur né le 14 octobre 1889 et mort le 14 juillet 1965. Il est connu pour avoir écrit les chansons Basin Street Blues, I Ain't Got Nobody (en), Royal Garden Blues (en), I've Found a New Baby (en), Everybody Loves My Baby (en), Tishomingo Blues (en), et beaucoup d'autres.

## Biographie
Spencer Williams est né à La Nouvelle-Orléans le 14 octobre 1889. Il suivit des études à St. Charles University de La Nouvelle-Orléans avant de partir pour Chicago.
En 1907, Williams se produisait à Chicago ; vers 1916, il partit pour New York. Là, il coécrivit plusieurs chansons avec Anton Lada des Louisiana Five, parmi lesquels Basin Street Blues, qui devint rapidement un standard.
Après la Première Guerre mondiale, il cocomposa Squeeze Me (en) avec Fats Waller.
Entre 1925 et 1928, Spencer Williams tourna en Europe avec des orchestres. Il écrivit pour Joséphine Baker aux Folies Bergère. Puis il passa quelques années à New York, avant de retourner en Europe. En 1932, il s'installa à Londres et en 1951 à Stockholm. Il revint à New York peu avant de mourir, le 14 juillet 1965 à Flushing.
Parmi ses tubes, on retrouve :  Basin Street Blues, I Ain't Got Nobody (en), Royal Garden Blues (en), Mahogany Hall Stomp, I've Found a New Baby (en), Everybody Loves My Baby (en), Shimmy-Sha-Wobble, Boodle Am Shake, Tishomingo Blues (en), Fireworks, I Ain't Gonna Give Nobody None o' This Jelly Roll, Arkansas Blues, Paradise Blues, When Lights Are Low, Dallas Blues (en), et My Man o' War.
Williams entra au Songwriters Hall of Fame en 1970.